# Jernejc
Jernejc je priimek v Sloveniji, ki ga je po podatkih Statističnega urada Republike Slovenije na dan 1. januarja 2010 uporabljalo 99 oseb.

## Znani nosilci priimka
- Franc Jernejc-Milče, partizanski poveljnik
- Regina Jernejc (*1979), judoistka